# テリタマキビ
テリタマキビ  Littoraria coccinea は、タマキビ科 Littorinidae に属する巻貝である。貝殻は円錐形で2cm以下。殻の表面は平滑で桃色。奄美諸島より南の高潮帯からしぶき帯に棲み、岩に付着した藻類を食べる。タマキビ科の貝は水上でくらすことが多く、ウズラタマキビ属  (Littoraria) の他の種はマングローブ上に棲むものが多い。マングローブ林では強い日差しから身を守りやすいが、本種はやや耐熱性が強く、海岸の岩に付着してくらす。なお本種と似た形態で水色の貝殻をもつオーストラリアタマキビはオーストラリアタマキビ属(Ausrolittorina)に分類されている。